# Алфа Ромео 147
Алфа Ромео 147 је аутомобил који је производила италијанска фабрика аутомобила Алфа Ромео. Производио се од 2000. до 2010. године. 147-ица је 2001. године изабрана за најбољи европски аутомобил.

## Историјат
Представљен је 2000. године на сајму аутомобила у Торину, заменивши тако моделе 145 и 146. Заснован је на платформи коју је користио већи Алфин модел 156, представљен три године раније.
147-ица је, захваљујући дизајнерима Валтеру де Силви и Волфгангу Егеру, освојила велике похвале за дизајн и стајлинг. Производио се са троје и петоро врата у хечбек верзији. Код верзије са петоро врата, ручице задњих врата скривене су код ц-стуба. Неки модели су имали ознаку Selespeed, то је значило да се ради о верзији са електрохидрауличним мануелним мењачем, који има све особине аутоматског са командама за промену брзине на волану.
Крајем 2004. године је урађен редизајн, тада 147-ица добија нове моторе, спољни изглед је значајно усклађен са новим Алфиним моделима, задњи фарови су повећани, побољшани су нивои опреме као и коефицијент отпора. Иако је имао предње и бочне ваздушне јастуке и електронску контролу стабилности, Алфа Ромео 147 је 2001. године на Euro NCAP креш тестовима добио три од максималних пет звездица за безбедност.
Моторе које је користио су били, бензински од 1.6 TS (105 и 120 КС), 2.0 TS (150 КС) и 3.2 GTA (250 КС) и дизел-мотори од 1.9 JTD (100 и 115 КС) и 1.9 JTD M-Jet (120, 140, 150 и 170 КС).
Модел је био у производњи десет година што га чини једним од најдуговечнијих малих породичних аутомобила који се продавао у Европи у тренутку када је замењен ђулијетом крајем маја 2010. године. Било је укупно произведено око 580.000 возила.

## Галерија
- Предњи крај
- Задњи крај
- Унутрашњост
- Предњи крај, редизајн
- Задњи крај, редизајн